# Bro'Town
Bro'Town es una serie animada neozelandeza producida por Firehorse Films y financiado por la Comisión de Radiodifusión Neozelandeza en el año 2004, es emitida por el bloque nocturno Adult Swim en Latinoamérica. La serie consta de 3 temporadas de 39 episodios (cada uno consiste en 13 episodios de 22 minutos cada uno).

## Trama
Al comenzar el episodio, este comienza con un ambiente el cual es el cielo, donde se pueden ver a dos personajes protagonistas (Dios y Jesucristo) donde Dios es descrito en la serie como una figura paterna y Jesucristo es mostrado como un adolescente caprichoso y rebelde, al finalizar esa escena, la serie se enfoca en un grupo de 5 amigos.

## Distribución internacional
- Latinoamérica - Adult Swim
- Nueva Zelanda - TV3
- Fiyi - Fiji TV
- Australia - The Comedy Channel, SBS
- Canadá - APTN
- Estados Unidos - Link TV
- Rusia - 2x2

## Curiosidades
- Cuando la serie fue emitida en Australia, varias personas tuvieron dificultades en comprender el acento del país.
- Se confirmó una película basada en la serie.